# Joseph Safra
Joseph Safra (Beirut, 1 de septiembre de 1938-São Paulo, 10 de diciembre de 2020) fue un banquero y empresario multimillonario brasileño de origen sirio radicado en Suiza. Dirigía el imperio bancario y de inversiones brasileño, Safra Group. Fue presidente de todas las empresas de Safra, entre ellas Safra National Bank de Nueva York y Banco Safra con sede en São Paulo, Brasil. Según la revista Forbes, en 2020 era una de las personas más ricas del mundo y la mayor fortuna de Brasil.

## Biografía
Joseph Safra nació y creció en Beirut, Líbano en una familia judía siria con conexiones bancarias en Alepo, Siria que se remonta a la época otomana. La historia de la relación de la familia con la banca está asociada al comercio de caravanas entre Alepo, Beirut, Alejandría y Estambul durante el Imperio Otomano.
La familia Safra se mudó a Brasil en 1952. En 1955, el hermano de Joseph, Edmond Safra, de 23 años, y su padre, Jacob Safra, comenzaron a trabajar en Brasil financiando activos en São Paulo. Pero pronto, Edmond se separó de sus hermanos Joseph y Moise y se dirigió a Nueva York, donde fundó el Republic National Bank de Nueva York, que luego vendió a HSBC en 1999. 
Joseph Safra fundó en Brasil el Banco Safra en 1955. Continuó siendo el presidente del Grupo Safra ofreciendo servicios bancarios en Europa, Norteamérica y Sudamérica hasta su fallecimiento.
Safra vivía habitualmente en Ginebra, Suiza.  Tuvo cuatro hijos: Jacob J., Esther, Alberto J. y David J.
En la última etapa de su vida padeció la enfermedad de Parkinson.
Falleció el 10 de diciembre de 2020 en São Paulo por causas naturales, a los ochenta y dos años, dejando una fortuna calculada en unos 119.000 millones de reales (23.500 millones de dólares).